# Nieppe
Nieppe [njɛp] (Niepkerke en Flamand) est une commune française située dans le département du Nord, en région Hauts-de-France. Culturellement, le village est situé dans le sud du Westhoek au sein de la Plaine de la Lys.

## Géographie

### Localisation
La ville de Nieppe est située à proximité de la ville d'Armentières, de laquelle elle est séparée par les deux Lys (Lys et dérivation). La ville fait partie de la plaine de la Lys, une section particulièrement large de la Vallée de la Lys et constitue une région naturelle du nord de la France qui fait partiellement partie  de la Flandre française. Nieppe se situe aussi à la marge sud-est de l'Houtland.
Avec un taux de chômage de 6,3 % (moins de 4 % dans certaines communes), cette Plaine de la Lys contraste particulièrement avec le reste de du département du Nord, où ce taux dépasse les 10 %.
La ville est frontalière de la Belgique (Province du Hainaut Comines-Warneton et Flandre-Occidentale - ville de Neuve-Église).

### Communes limitrophes
| Bailleul                               | Neuve-Église (Heuvelland) | Ploegsteert (Comines-Warneton) |
| Steenwerck                             | Nieppe                    | Le Bizet (Comines-Warneton)    |
| Hameau de La Croix du Bac (Steenwerck) | Erquinghem-Lys            | Armentières                    |

### Hydrographie

#### Réseau hydrographique
La commune est située dans le bassin Artois-Picardie. Elle est drainée par la Lys, la Becque de nieppe, la Becque de la halle, la rivière  la Vieille Lys, la Warnave, la Waterland Becque et divers autres petits cours d'eau,.
La Lys, d'une longueur de 134 km en France, prend sa source dans la commune de Lisbourg, à l'altitude de 114,7 mètres, et se jette dans l'Escaut à Gand à 4,45 mètres d'altitude.

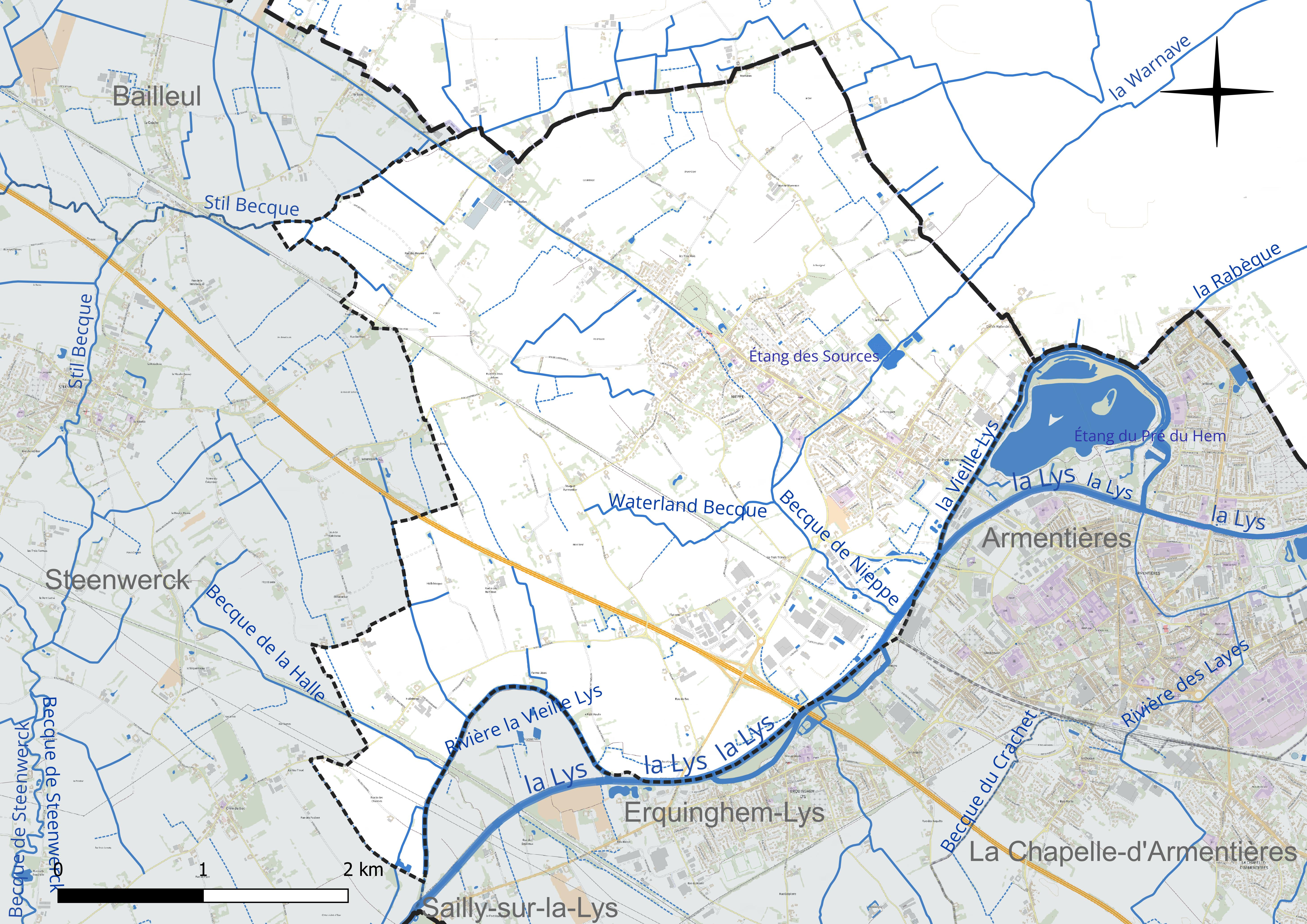
Réseau hydrographique de Nieppe.

Un plan d'eau complète le réseau hydrographique : l'étang des Sources (1,7 ha),.

#### Gestion et qualité des eaux
Le territoire communal est couvert par le schéma d'aménagement et de gestion des eaux (SAGE) « Lys ». Ce document de planification concerne un territoire de 1 835 km2 de superficie, délimité par le bassin versant de la Lys. Le périmètre a été arrêté le 29 mai 1995 et le SAGE proprement dit a été approuvé le 6 août 2010, puis révisé le 20 septembre 2019. La structure porteuse de l'élaboration et de la mise en œuvre est le syndicat mixte pour l'élaboration du SAGE de la Lys (SYMSAGEL).
La qualité des cours d'eau peut être consultée sur un site dédié géré par les agences de l'eau et l'Agence française pour la biodiversité.

### Climat
Pour des articles plus généraux, voir Climat des Hauts-de-France et Climat du Nord.
En 2010, le climat de la commune est de type climat océanique dégradé des plaines du Centre et du Nord, selon une étude du CNRS s'appuyant sur une série de données couvrant la période 1971-2000. En 2020, Météo-France publie une typologie des climats de la France métropolitaine dans laquelle la commune est exposée à un climat océanique et est dans la région climatique  Côtes de la Manche orientale, caractérisée par un faible ensoleillement (1 550 h/an) ; forte humidité de l'air (plus de 20 h/jour avec humidité relative > 80 % en hiver), vents forts fréquents.
Pour la période 1971-2000, la température annuelle moyenne est de 10,6 °C, avec une amplitude thermique annuelle de 14 °C. Le cumul annuel moyen de précipitations est de 690 mm, avec 11,9 jours de précipitations en janvier et 8,9 jours en juillet. Pour la période 1991-2020, la température moyenne annuelle observée sur la station météorologique la plus proche, située sur la commune de Steenvoorde à 22 km à vol d'oiseau, est de 11,2 °C et le cumul annuel moyen de précipitations est de 727,8 mm,. Pour l'avenir, les paramètres climatiques de la commune estimés pour 2050 selon différents scénarios d'émission de gaz à effet de serre sont consultables sur un site dédié publié par Météo-France en novembre 2022.

## Urbanisme

### Typologie
Au 1er janvier 2024, Nieppe est catégorisée ceinture urbaine, selon la nouvelle grille communale de densité à sept niveaux définie par l'Insee en 2022.
Elle appartient à l'unité urbaine d'Armentières (partie française), une agglomération internationale regroupant dix  communes, dont elle est une commune de la banlieue,,. Par ailleurs la commune fait partie de l'aire d'attraction de Lille (partie française), dont elle est une commune de la couronne,. Cette aire, qui regroupe 201 communes, est catégorisée dans les aires de 700 000 habitants ou plus (hors Paris),.

### Occupation des sols
L'occupation des sols de la commune, telle qu'elle ressort de la base de données européenne d'occupation biophysique des sols Corine Land Cover (CLC), est marquée par l'importance des territoires agricoles (80,2 % en 2018), en diminution par rapport à 1990 (86,8 %). La répartition détaillée en 2018 est la suivante : 
terres arables (77 %), zones urbanisées (13,7 %), zones industrielles ou commerciales et réseaux de communication (6,1 %), zones agricoles hétérogènes (3,2 %). L'évolution de l'occupation des sols de la commune et de ses infrastructures peut être observée sur les différentes représentations cartographiques du territoire : la carte de Cassini (XVIIIe siècle), la carte d'état-major (1820-1866) et les cartes ou photos aériennes de l'IGN pour la période actuelle (1950 à aujourd'hui).

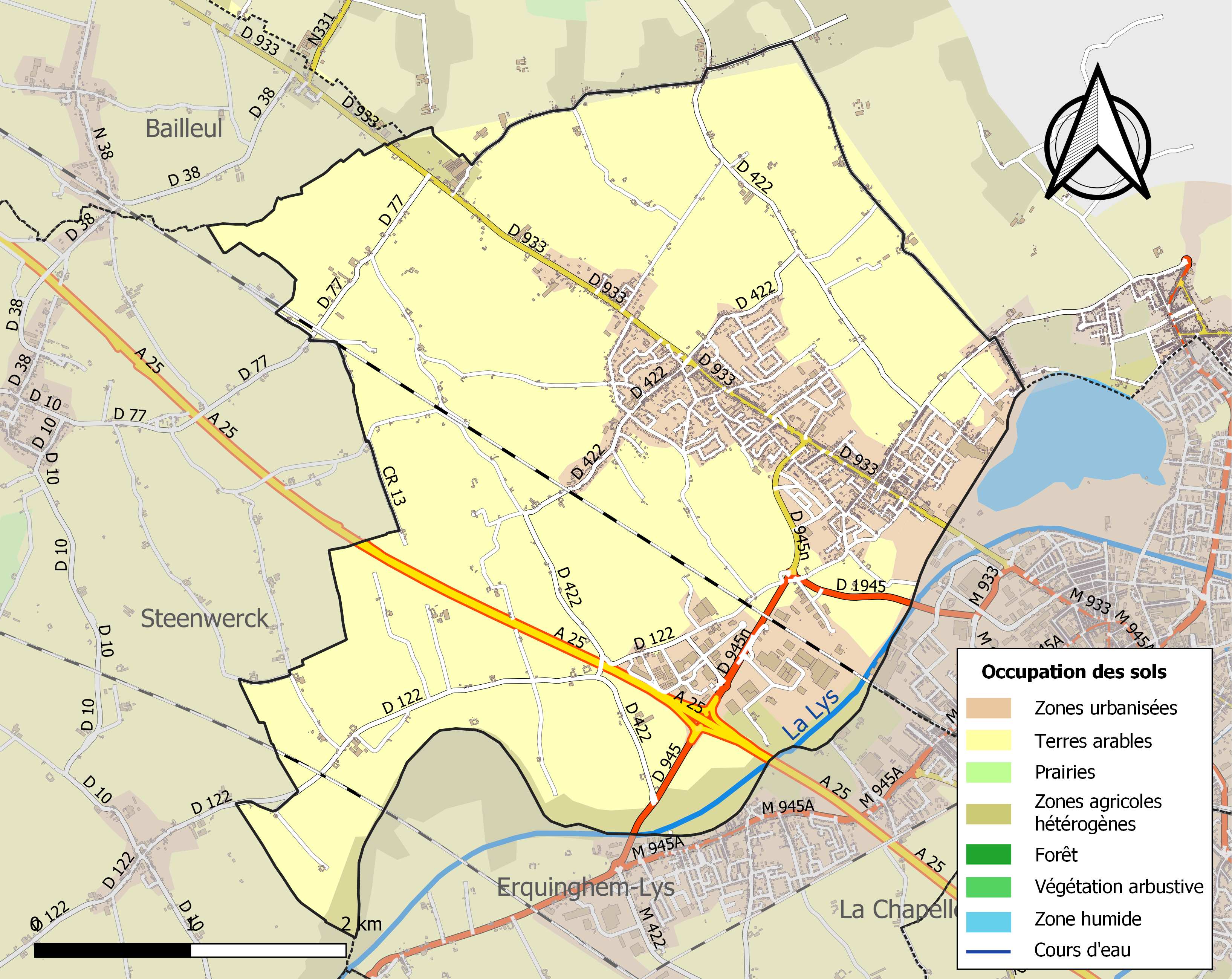
Carte des infrastructures et de l'occupation des sols de la commune en 2018 (CLC).

### Voies de communication et transports
- Accès A25 (Sortie 9 - Nieppe) vers Lille (15 km)
- Dunkerque (42 km)
- Accès au TER (Gare de Nieppe)
- Frontière avec la Belgique
- Passage de la Lys

La majorité de la population travaille dans l'agglomération lilloise.
Traversée par la Départementale 933, un projet de déviation permettant le désengorgement de la ville est réalisé.
Les aéroports les plus proches sont ceux de Merville (18 km) et Lille-Lesquin (24 km).
La ville est desservie par le réseau de cars Arc-en-Ciel.

## Toponymie
Niepkerke en [Flamand/Flamand], signifie « l'Église de l'Orme ».
Nippe en picard.

## Histoire

### Moyen Âge
Du point de vue religieux, la commune était située dans le diocèse de Thérouanne puis dans le diocèse d'Ypres, doyenné de Bailleul.
Le prieuré de Nieppe fut fondé en 1084 d'après la charte signée alors avec l'évêque, Gérard de Thérouanne. Même si le prieuré disposait de quelques terres, il fallut attendre 1245 lorsque Marguerite de Constantinople fit don de la seigneurie de Nieppe au prieuré ; bénéfice que gardèrent les moines jusqu'en 1570. Les deux colonnes trônant, de nos jours, aux côtés de l'église Saint-Martin et du monument aux morts datent aussi de cette époque.
En 1260, la terre et seigneurie de Nieppe appartient à Marguerite de Constantinople.
Elle en fait don, selon les versions, au prieuré de Nieppe, ou aux chanoines d'Ypres, lesquels la vendent plus tard aux Jésuites.

### Période moderne
Nieppe, comme toute la Flandre était âprement disputée entre l'Espagne, qui en avait hérité des ducs de Bourgogne (voir Histoire de la Flandre), et la France. Elle devient définitivement française par le traité de Nimègue de 1678.
En 1610, la seigneurie est vendue à la famille de Vicq d'Ypres, laquelle possédait la seigneurie d'Oosthove composée notamment de nombreuses terres sur Nieppe.
Le château de Nieppe, de style gothique flamand, a été construit par Philippe de Vicq, qui descendait de la famille d'Oosthove, laquelle possédait déjà une bonne partie des terres de Nieppe. Mais la seigneurie d'Oosthove dépendait de celle de Nieppe.
Plusieurs seigneurs de Nieppe vont naitre et/ou mourir au château de Nieppe. Ils sont retrouvés jusqu'à la Révolution française qui abolit les titres de noblesse. Néanmoins, ils vont se perpétuer en partie : on trouve dans leurs héritiers-descendants deux des premiers maires de Nieppe et un sous-préfet.
La seigneurie de Nieppe a eu un temps pour armes celles de la famille de Vicq : « De sable à six besans d'or, trois, deux, un ». Elle était mouvante du château de Bailleul, comprenait un château et dépendances et rapportait des droits seigneuriaux estimés à 10 000 livres de rente.
La seigneurie est ensuite vendue à la famille des Zannequin d'Opsilot.
Le 20 mai 1742, Marie-Joseph Le Blanc achète la terre et seigneurie de Nieppe à Joseph-Louis Zannequin, écuyer, seigneur de Nieppe et d'Opsilot. La possession de la terre lui est confirmée à Bailleul le 7 décembre 1742. Elle fait le relief (paye l'impôt dû) de la terre de Nieppe au bureau des finances de Lille. Elle est la veuve de Pierre Ghesquière II (1683-1733), fils de François Ghesquière, seigneur de Stradin (sur Houthem) et d'Hollebecque, marchand à Lille, bourgeois de Lille et de Marie-Michel Cousin. Pierre II nait à Lille en décembre 1683 (baptisé le 23 décembre 1683), est anobli écuyer, à la suite de l'achat d'une charge de conseiller secrétaire du roi en la chancellerie du Parlement de Flandres le 4 février 1714, succède à son père dans les seigneuries de Stradin et d'Hollebecque. Bourgeois de Lille le 14 juillet 1706, il devient ensuite échevin de Lille. Il meurt à Lille le 19 avril 1733. Il a pris pour femme, après contrat passé à Lille le 22 mai 1706, Marie Le Blanc, fille de Pierre, trésorier de la Chambre des comptes de Lille et de Marie Bosquillon. Marie Le Blanc nait à Lille en novembre 1683 (baptisée le 1er décembre 1683). Elle meurt le 12 octobre 1758, est inhumée à côté de son mari dans l'église Sainte-Marie-Madeleine de Lille,.
En 1884, la bibliothèque du château de Nieppe contient une série de cahiers de fines découpures artistiques, style Louis XV, exécutés par un membre de la famille de Ghesquière, seigneurs de Nieppe : Gilles-Gabriel Ghesquière, fils de Pierre Ghesquière II et de Marie Le Blanc, né à Lille en février 1712 (baptisé le 1er mars 1712), écuyer, dominicain, docteur de la faculté de Paris et de la Sorbonne,.
Pierre-Joseph Ghesquière, (1707-1757), écuyer, est seigneur de Nieppe et de Limbrect (fief sur Neuve-Église, relevant de la seigneurie d'Oosthove, mouvante de celle de Nieppe). Fils de Pierre II et de Marie Le Blanc, il reçoit Nieppe de sa mère par acte passé devant notaire en 1749. Il est baptisé à Lille le 16 février 1707), devient bourgeois de Lille le 30 octobre 1733, échevin de Lille en 1733, 1734, 1737, puis trésorier de cette ville. Il meurt à Nieppe le 23 août 1757, est inhumé dans le caveau des seigneurs établi dans le chœur de l'église Saint-Martin, côté de l'épître (le caveau de la seigneurie d'Oosthove était également dans le chœur, du côté de l'évangile). Il épouse à Lille le 2 août 1733 Colombe-Lucie-Joseph du Retz (1713-1754), dame de La Hugues (fief situé entre Fleurbaix et Sailly-sur-la-Lys, relevant du roi du fait de la seigneurie de Lassus), fille de Jacques-Balthazar, écuyer, seigneur de Terwasse et de Le Becque, bourgeois de Lille, trésorier de la ville de Lille, et d'Isabelle-Angélique-Vivine Six. Colombe du Retz est baptisée à Lille le 9 février 1713, et meurt çà Lille le 17 août 1754, est enterrée dans l'église Saint-Maurice de Lille,.
Le château de Nieppe conservait en 1884, les portraits de Pierre-Joseph Ghesquière, seigneur de Nieppe, appelé Pierre Ghesquière de Stradin (du nom d'un fief sur Houthem), et de son épouse Colombe du Retz, peints en 1739 par un peintre nommé Le Buteux, ainsi qu'un portrait de son frère François-Michel Ghesquière, peint en 1740 par le même artiste.
Louis-Balthazar-Joseph Ghesquière (1735-1768), fils de Pierre-Joseph, est écuyer, officier de la garde du roi, seigneur de Nieppe, Limbrect, La Hughe, fiefs dont il verse le relief en 1764 et 1765 au bureau des finances de Lille. Il nait à Lille en octobre 1735 (baptisé le 18 octobre 1735), nommé échevin de la prévôté d'Esquermes le 19 décembre 1763, démissionnaire en 1765. Il est mis sous curatelle en 1768, du fait de la mauvaise gestion de sa fortune, et meurt sans alliance le 23 septembre 1768. Il est inhumé dans le caveau des seigneurs dans l'église de Nieppe. Par son testament fait en 1766, il institue légataire universel son oncle paternel Ignace-François Ghesquière, seigneur de Stradin. Louis-Balthazar est en 1768 le parrain de la grosse cloche de l'église de Nieppe,.
En 1884, la grosse cloche de l'église Saint-Marin de Nieppe mise en service en 1768 porte l'indication de ses parrain et marraine : « Je suis nommée Louise-Marie-Virginie par messire Louis-Joseph-Balthazar Ghesquière, écuyer, seigneur de Nieppe, etc., gendarme de la garde ordinaire du roi et par dame Marie-Virginie Poulle, épouse de messire Louis de Fourmestraux, chevalier, seigneur de Hancardrie (sur Ennetières-en-Weppes) et d'Osthove, 1768 ». Les armes des deux familles Ghesquière et Fourmestraux y sont gravées à la suite.
Ignace-François Ghesquière (1710-1772), écuyer, fils de Pierre Ghesquière II, est seigneur de Stradin après son père. il nait à Lille en janvier 1710 (baptisé le 8 janvier 1710). Après sa réclamation du 23 juillet 1733, il est convoqué aux assemblées des nobles de Flandre. Il est également seigneur de Millécamps (sur Lys-les-Lannoy), fief pour lequel il verse le relief (paye les taxes le 27 mai 1740 au prince de Rohan (sans doute Charles de Rohan-Soubise) du fait de son marquisat de Roubaix. Il est ministre général de la bourse des pauvres, receveur de la maison des Vieux Hommes à Lille de 1741 à 1762. il devient seigneur de Nieppe après la mort de son neveu Louis-Balthazar-Joseph, et en verse le relief le 5 octobre 1769. Il meurt célibataire le 5 janvier 1772,.
François-Michel Ghesquière (1717-1792), fils de Pierre Ghesquière II, est seigneur de Stradin et de Nieppe après son frère Ignace-François. Il nait à Lille en juin 1717 (baptisé le 11 juin 1717), écuyer, il accède à la bourgeoisie de Lille le 19 décembre 1753, passe échevin de la ville de 1753 à 1756 et en 1762, puis trésorier héréditaire de la ville de Lille, administrateur de la charité générale de la ville, marguillier de la paroisse de La Madeleine de Lille. Il achète la seigneurie de Warenghien, située à Avelin, et rapportant des droits seigneuriaux en nature et/ou en équivalent argent, le 15 mars 1765, à Philippe Desbuissons, et en verse le relief en mai 1765. Le 14 janvier 1773, il paye le relief de la seigneurie de Nieppe. Il meurt le 10 avril 1792, à 75 ans. Il laisse un manuscrit, détenu en 1884 par sa petite-fille Adélaïde-Marie-Joseph, épouse Watelet de Messange, orné de gravures, contant l'histoire de l'église de La Madeleine de Lille, publié peu avant 1884 par Mr de Ternas. Il épouse, après contrat du 9 novembre 1752, Marie-Claire Chappuzeau de Beaugé (1724-1765), née à Dijon le 13 octobre 1724, fille de Paulin-Louis, écuyer, procureur général des fermes du roi à Dijon et de feue Marie-Thérèse Breckevelt de La Haye. Elle meurt le 3 avril 1765, et est inhumée dans l'église de La Madeleine de Lille.
Paulin-Joseph Ghesquière (1753-1817), fils de François-Michel, écuyer, est seigneur de Stradin et de Nieppe après son père. Né à Lille en novembre 1753 (baptisé le 17 novembre 1753), il est officier aux carabiniers de France, se fait admettre dans la bourgeoisie de Lille le 7 novembre 1774, devient échevin de Lille de 1785 à 1790, et succède à son père dans la charge de trésorier héréditaire de la ville de Lille. Dans l'intervalle, il présente une réclamation le  10 décembre 1778 afin d'être inscrit au rôle des nobles de la province de Lille-Douai-Orchies, pour pouvoir participer aux assemblées provinciales et se retrouve convoqué par cette assemblée le 17 mai 1781. Il achète à cette époque les seigneuries de Groestrate, Rudderghelt, Renauldelst (situées sur Steenwerck et Nieppe). Il a épousé par contrat passé à Courtrai le 16 mai 1774, Marie-Domitille-Françoise du Toict de Trieste, fille de Guillaume-Jacques, vicomte du Toict de Trieste, seigneur d'Ackelgem, Beverswaele et autres lieux, premier conseiller pensionnaire (conseiller juridique) de la ville de Courtrai, juge des domaines et des impôts dans les provinces des Pays-Bas pour l'impératrice douairière Marie Thérèse d'Autriche, et de Jeanne Xavière Lemonnier. En 1793, sous la Terreur, menacés par quelques républicains de Nieppe, Paulin-Joseph et son épouse quittent précipitamment le château de Nieppe et viennent se cacher dans leur hôtel de Lille (rue des Jardins). Ils y sont arrêtés avec leurs enfants et conduits prisonniers à La Providence d'Amiens. La chute de Robespierre leur sauve la vie, leur évite l'échafaud et autorise leur mise en liberté. Le couple formé par Marie-Claire Ghesquière, sœur de Paulin-Joseph, mariée à Constant-Ghislain Watelet d'Assinghem, chevalier, trésorier au bureau des finances de Lille, a partagé leur captivité. Paulin-Joseph meurt au château de Nieppe en 1817, Marie Domitille décède au dit château en 1821,. Le couple a eu deux enfants :
1. Auguste-Marie-Joseph Ghesquière ou Ghesquière de Stradin de Nieppe (1777-1819), est écuyer, chevalier de la Légion d'Honneur, sous-préfet de l'arrondissement d'Hazebrouck de 1811 à 1819, année de sa mort (mort en fonctions?), colonel de la Garde nationale. Il nait à Lille le 10 octobre 1777 et meurt, célibataire, au château de Nieppe le 11 octobre 1819[40].
2. Adélaïde-Marie-Joseph Ghesquière ou Ghesquière de Stradin (1774-1832), est la dernière dame de Nieppe. Elle nait à Courtrai le 19 octobre 1774 (5 mois après le contrat de mariage passé entre ses parents)[41] ou le 9 novembre 1774[42] (six mois après le contrat de mariage) et meurt au château de Nieppe le 21 juin 1837. Elle épouse à Lille le 28 germinal an VI (17 avril 1798) Constant-Philippe Watelet de Messange (1772-1837), fils de Constant-Ghislain Watelet d'Assinghem, et de Philippine-Joseph Lombart (en 1798, Constant-Guislain est remarié avec Marie-Claire Ghesquière, sœur de Paulin-Joseph, père d'Adélaïde). Constant-Philippe Watelet de Messange nait le 2 août 1772 est écuyer, chevalier de la Légion d'Honneur, colonel de la Garde Nationale de l'arrondissement d'Hazebrouck, sous-préfet de l'arrondissement d'Hazebrouck par intérim, membre du conseil général du département du Nord, maire de Nieppe de 1802 à 1837, année de sa mort (mort en fonctions?). Il meurt à Nieppe le 21 mars 1837[41].

Un des petits-enfants de Constant Watelet de Messange et d'Adélaïde Ghesquière, Edmond-Charles-Théobald va être à son tour maire de Nieppe de 1865 à 1870. Il nait au château de Nieppe le 24 mars 1840, est décoré de la médaille militaire, engagé volontaire lors de la Guerre franco-allemande de 1870. Il meurt le 14 octobre 1870 pendant le siège de Metz
Vers 1760, est également retrouvé en tant que seigneur de Nieppe (les territoires des villes ou villages de l'époque étaient souvent partagés entre plusieurs seigneuries) Nicolas-Bernard-Pierre Taverne, écuyer, seigneur de Nieppe, l'Ypréau, Vieille-Église, conseiller secrétaire du roi, bourgmestre de Dunkerque en 1762-1763, subdélégué de l'Intendant de Flandre (réuni en 1715 à l'intendance de la généralité de Lille), époux de Marie-Françoise Doncquer.

### Période contemporaine

#### Révolution française
Pendant la Révolution française, les communes de la Flandre, dont Nieppe, opposent une résistance plus ou moins ouverte aux mesures prises par les révolutionnaires. En particulier, ces villages attachés à la religion catholique n'apprécient pas les dispositions anticléricales adoptées notamment par la Convention nationale et marquent leur attachement à l'exercice du culte chrétien : le 6 frimaire an II (le 26 novembre 1793), le capitaine Clemendot intervient en pleine messe dans l'église pour lire des extraits du Père Duchesne et un discours de Sieyès, mais il doit s'interrompre, hué par la foule.

#### Première Guerre mondiale
Nieppe a été détruite pendant la Première Guerre mondiale et a reçu à ce titre la Croix de guerre 1914-1918.

#### Seconde Guerre mondiale
Le 16 juillet 1940, vers sept heures, les Anglais vinrent bombarder le pont de Nieppe sans toutefois faire de grands dégâts. Sous l'occupation allemande pendant la Seconde Guerre mondiale, Nieppe ne faisait pas partie de la zone occupée française car elle était intégrée au Gouvernorat militaire de Belgique et du nord de la France dont le commandement se trouvait à Bruxelles Belgique'). De facto, Nieppe se situait aussi en zone dite interdite. Nieppe était, pendant ce conflit, une des « plaques tournantes » de la Résistance dont le maire Jules Houcke fut une des figures les plus emblématiques.
Le 4 septembre 1944, des Allemands, faits prisonniers par les résistants et gardés par des jeunes peu expérimentés des FFI, réussirent à s'enfuir et allèrent chercher des renforts. Voulant se venger, l'ennemi captura des FFI mais aussi des habitants résidant derrière l'église Notre-Dame-de-Bon-Secours. Le 5, les otages furent fusillés au bord de la Lys par les SS. Le lendemain, la vague de la Libération atteignit Nieppe, au matin, avec l'arrivée des troupes britanniques du 21e Groupe d'armées, les unités allemandes ayant déserté la ville la veille. Nieppe pleura ses trente-huit victimes, otages assassinés ou villageois ayant péri pendant les combats.

#### Période récente
Lors de ses différents mandats, le maire Michel Grasset, afin de répondre à une population croissante et aux besoins nouveaux de la modernité, développa de maintes manières Nieppe: achat du château et de son parc en 1974, créations d'écoles, de cantines scolaires, des zones commerciale et industrielle, de l'espace culturel Maurice Schumann (inauguré aux côtés de celui-ci en 1997); puis, en 2000, du musée d'Histoire locale.
Du point de vue économique, Nieppe a souffert des nombreuses invasions et guerres qui ont dévasté la région, mais a aussi profité d'une position stratégique au cœur d'une des zones agricoles les plus productives d'Europe, et sur l'axe stratégique Lille-Dunkerque via Bailleul et Cassel ; C'est l'axe de l'actuelle autoroute A25, qui a doublé l'ancienne départementale autrefois (en 1825) considérée par l'Angevin François-Joseph Grille comme étant « sans contredit, une des plus belles qu'il y ait en France. Le pays est ombreux et bocager ; le sol est celui d'un jardin ; les champs sont couverts de moissons (Cent mille hectolitres de grains se vendent annuellement sur les marchés du seul arrondissement d'Hazebrouck vers 1825) ; les chemins sont bordés de peupliers et de saules : on laisse monter les premiers, on étête les seconds, d'où il naît des nuances de verdure qu'augmentent encore les couleurs sombres de l'aulne planté le long des ruisseaux, et la teinte moins foncée de l'orme, qu'on met en quinconce auprès des châteaux et des fermes) ».

## Héraldique
|  | Les armes de Nieppe se blasonnent ainsi : « Écartelé : aux 1 et 4, de sable à six besants d'or, 3, 2 et 1 ; aux 2 et 3, d'argent au chevron de gueules accompagné de trois roses du même. » |

## Politique et administration

### Tendances politiques et résultats
Politiquement, Nieppe est une ville plutôt à droite, les électeurs ayant majoritairement voté à droite pour les élections municipales, cantonales, régionales, législatives et présidentielles ; cette tendance se renforçant au fil des élections.
À l'élection présidentielle française de 2017, les principaux résultats du premier tour se déclinèrent ainsi :
|  | Marine Le Pen         | FN                  | 28.18 |
|  | Emmanuel Macron       | EM!                 | 20    |
|  | François Fillon       | Les Républicains    | 19,50 |
|  | Jean-Luc Mélenchon    | La France insoumise | 18,46 |
|  | Nicolas Dupont-Aignan | Debout la France    | 5,57  |
|  | Benoît Hamon          | PS                  | 5,03  |

Pour les législatives, la circonscription a plutôt tendance à se droitiser lors des élections de 2017; tendance qui aboutit, en 2022, à l'élection d'un membre du RN.

### Liste des maires
| Période      | Période                  | Identité                                      | Étiquette    | Qualité |
| ------------ | ------------------------ | --------------------------------------------- | ------------ | --- |
| février 1790 | 1802                     | Jean-Marc Chieus                              |              | |
| 1802         | 1837                     | Constant Watelet de Messange (1772-1837)      |              | Sous-préfet Conseiller général du Nord (1822 → 1833) |
| 1837         | 1841                     | Pierre Portebois                              |              | |
| 1841         | 1848                     | Charles Van Meires                            |              | |
| 1848         | 1865                     | Cyrille Delangre-Salembier                    |              | Brasseur |
| 1865         | 1870                     | Edmond Watelet de Messange (1840-1870)        |              | Engagé volontaire lors de la guerre franco-prussienne de 1870, décoré de la médaille militaire |
| 1870         | 1871                     | Félix-Omer Gokelaere                          |              | Notaire |
| 1871         | 1875                     | Hippolyte Delbecque                           |              | Conseiller d'arrondissement |
| 1875         | 1890                     | Louis Loridan                                 |              | |
| 1890         | 1898                     | Hippolyte Delbecque                           |              | Conseiller d'arrondissement |
| 1898         | 1906                     | Hector Pollet                                 | Libéral      | Notaire Conseiller d'arrondissement (1910 → 1940) |
| 1906         | 1939                     | Henri Vanuxeem                                | URD          | Médecin Conseiller général de Bailleul-Nord-Est (1926 → 1937) |
| 1939         | mars 1968 (décès)        | Jules Houcke                                  | UNR-UDT      | Industriel, ancien résistant « Voix du Nord » Député du Nord (1re circ.) (1945 → 1946) Sénateur du Nord (1948 → 1958) Député du Nord (12e circ.) (1962 → 1967) Conseiller général de Bailleul-Nord-Est (1945 → 1967)                      |
| avril 1968   | janvier 1972 (démission) | Renée Houcke, (1922-2009, fille du précédent) | UDR          | Secrétaire |
| avril 1972   | mars 2001                | Michel Grasset (1948-2021)                    | DVD puis UDF | Avocat, maire honoraire Conseiller régional du Nord-Pas-de-Calais (1992 → 1998) Conseiller général de Bailleul-Nord-Est (1973 → 1998) Vice-président du conseil général (1992 → 1998) Élu à la suite d'une élection municipale partielle, |
| mars 2001    | mars 2014                | Michel Vandevoorde                            | PS           | Médecin généraliste Conseiller général de Bailleul-Nord-Est (1998 → 2015) |
| mars 2014    | octobre 2023 (démission) | Roger Lemaire                                 | DVD          | Retraité |
| octobre 2023 | En cours                 | Marie Sandra                                  | DVD          | Chef d'entreprise, ancienne adjointe au maire Conseillère départementale de Bailleul (2021 → ) |

La mairie existe depuis 1930. Son adresse : 249 place du Général-de-Gaulle. En 2013, une extension a été construite.

## Population et société

### Démographie

#### Évolution démographique
L'évolution du nombre d'habitants est connue à travers les recensements de la population effectués dans la commune depuis 1793. Pour les communes de moins de 10 000 habitants, une enquête de recensement portant sur toute la population est réalisée tous les cinq ans, les populations de référence des années intermédiaires étant quant à elles estimées par interpolation ou extrapolation. Pour la commune, le premier recensement exhaustif entrant dans le cadre du nouveau dispositif a été réalisé en 2007.

En 2022, la commune comptait 7 685 habitants, en évolution de +3,17 % par rapport à 2016 (Nord : +0,51 %, France hors Mayotte : +2,11 %).
| 1793  | 1800  | 1806  | 1821  | 1831  | 1836  | 1841  | 1846  | 1851  |
| ----- | ----- | ----- | ----- | ----- | ----- | ----- | ----- | ----- |
| 3 038 | 2 820 | 2 922 | 2 916 | 3 221 | 3 379 | 3 451 | 3 550 | 3 582 |

| 1856  | 1861  | 1866  | 1872  | 1876  | 1881  | 1886  | 1891  | 1896  |
| ----- | ----- | ----- | ----- | ----- | ----- | ----- | ----- | ----- |
| 3 750 | 4 060 | 4 501 | 4 525 | 4 871 | 4 992 | 5 207 | 5 253 | 5 642 |

| 1901  | 1906  | 1911  | 1921  | 1926  | 1931  | 1936  | 1946  | 1954  |
| ----- | ----- | ----- | ----- | ----- | ----- | ----- | ----- | ----- |
| 5 905 | 5 850 | 5 881 | 3 341 | 4 171 | 4 282 | 4 407 | 4 405 | 4 441 |

| 1962  | 1968  | 1975  | 1982  | 1990  | 1999  | 2006  | 2007  | 2012  |
| ----- | ----- | ----- | ----- | ----- | ----- | ----- | ----- | ----- |
| 4 997 | 5 341 | 6 903 | 7 238 | 7 417 | 7 470 | 7 557 | 7 568 | 7 412 |

| 2017  | 2022  | - | - | - | - | - | - | - |
| ----- | ----- | - | - | - | - | - | - | - |
| 7 476 | 7 685 | - | - | - | - | - | - | - |

#### Pyramide des âges
La population de la commune est relativement jeune.
En 2018, le taux de personnes d'un âge inférieur à 30 ans s'élève à 35,3 %, soit en dessous de la moyenne départementale (39,5 %). À l'inverse, le taux de personnes d'âge supérieur à 60 ans est de 25,3 % la même année, alors qu'il est de 22,5 % au niveau départemental.
En 2018, la commune comptait 3 628 hommes pour 3 851 femmes, soit un taux de 51,49 % de femmes, légèrement inférieur au taux départemental (51,77 %).
Les pyramides des âges de la commune et du département s'établissent comme suit.
| Hommes | Classe d’âge | Femmes |
| ------ | ------------ | ------ |
| 0,2    | 90 ou +      | 1,4    |
| 5,5    | 75-89 ans    | 8,5    |
| 17,2   | 60-74 ans    | 17,6   |
| 22,9   | 45-59 ans    | 21,9   |
| 16,9   | 30-44 ans    | 17,2   |
| 17,8   | 15-29 ans    | 15,5   |
| 19,4   | 0-14 ans     | 17,8   |

| Hommes | Classe d’âge | Femmes |
| ------ | ------------ | ------ |
| 0,5    | 90 ou +      | 1,4    |
| 5,3    | 75-89 ans    | 8,1    |
| 14,8   | 60-74 ans    | 16,2   |
| 19,1   | 45-59 ans    | 18,4   |
| 19,5   | 30-44 ans    | 18,7   |
| 20,7   | 15-29 ans    | 19,1   |
| 20,2   | 0-14 ans     | 18     |

### Culte
- La paroisse catholique Saint-Martin et l'ensemble Choral Nieppe Saint-Martin. Ce dernier, fondé en 1982, donna son premier concert en 1987 au profit d'ATD Quart monde[67]. Pendant de longs siècles, la paroisse s'est appelée Saint-Martin et Saint-Amé, puis, seul, subsista le nom de Saint-Martin. En hommage à cet autre saint, une mosaïque le représentant orne une des entrées de l'église Saint-Martin depuis sa reconstruction dans les années 1920[24]. En 1992, les deux paroisses liées à la commune furent réunies. Depuis 2005, les églises nieppoises peuvent bénéficier de la présence d'un diacre permanent, Vincent Delannoy[68]. Chaque 15 août, au soir de l'Assomption, sont organisés les traditionnels procession aux flambeaux et rosaire au sein du parc du château.

### Sports et activités corporelles
- Le FFKAMA (fédération française de karaté et arts martiaux affinitaire) - Karate Club Nieppois
- Association sportive du Pont-de-Nieppe football)
- Le FC Nieppe (association sportive de football)
- Le handball club de Nieppe.
- Le Judo club Nieppois.
- Le Nieppe Badminton Club
- Club de tir Nieppois
- Tennis Club Nieppois
- Tennis de Table Nieppois (TTN)
- Le VTT Flandres
- Le Speed-Ball Club Val de Lys
- K'Danse (école Nieppoise de danse)
- Pom-pom girls Nieppoises [69]
- Aimata Polynésia Maratefoai  (donne des cours de danses polynésiennes)

### Vie associative
- Niepkerke (association de généalogie, d'histoire et patrimoine)
- Trolls de farfadets, regroupant des passionnés de jeux de plateaux, stratégie, figurines et cartes.

## Culture et patrimoine

### Lieux et monuments
- Brasserie Deberdt[70]
- Borne-frontière : aigle autrichienne et fleurs de lys, datant du traité des Échanges (1769) à voir chemin mitoyen.
- À proximité du château et à côté de l'église Saint-Martin, deux fûts de colonnes datant du XIIIe siècle (vestiges de l'ancienne église) ont été remis en valeur en novembre 2018.
- Église Saint-Martin.
- Église Notre-Dame-de-Bon-Secours.
- Flamande au souvenir, nom donné au monument aux morts inauguré en juin 1928[71].
- Mémorial FFI, inauguré par le général de Gaulle (square du Général-Leclerc).
- Musée d'Histoire locale : situé au premier étage du château et ouvert depuis novembre 2000, il présente, en cinq salles, le déroulement de l'histoire nieppoise.
- Pont sur la Lys : le premier pont à trois arches en pierre a été jeté sur les rives de la rivière entre 1759 et 1765 par l'ingénieur-architecte Jean-Rodolphe Perronet. L'architecte Thomas Gombert l'a surélevé à fin du XVIIIe siècle.

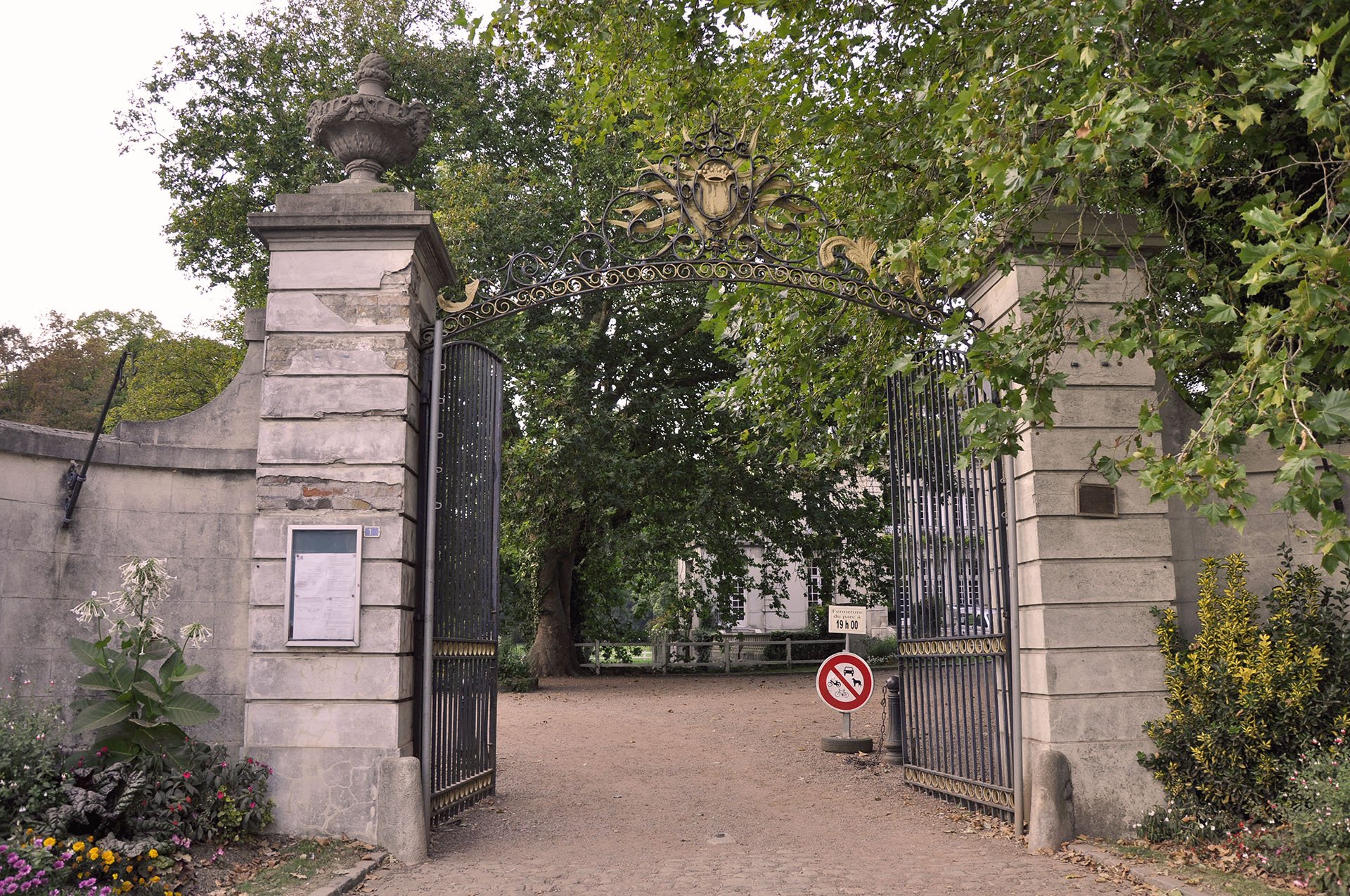
Portail du château.
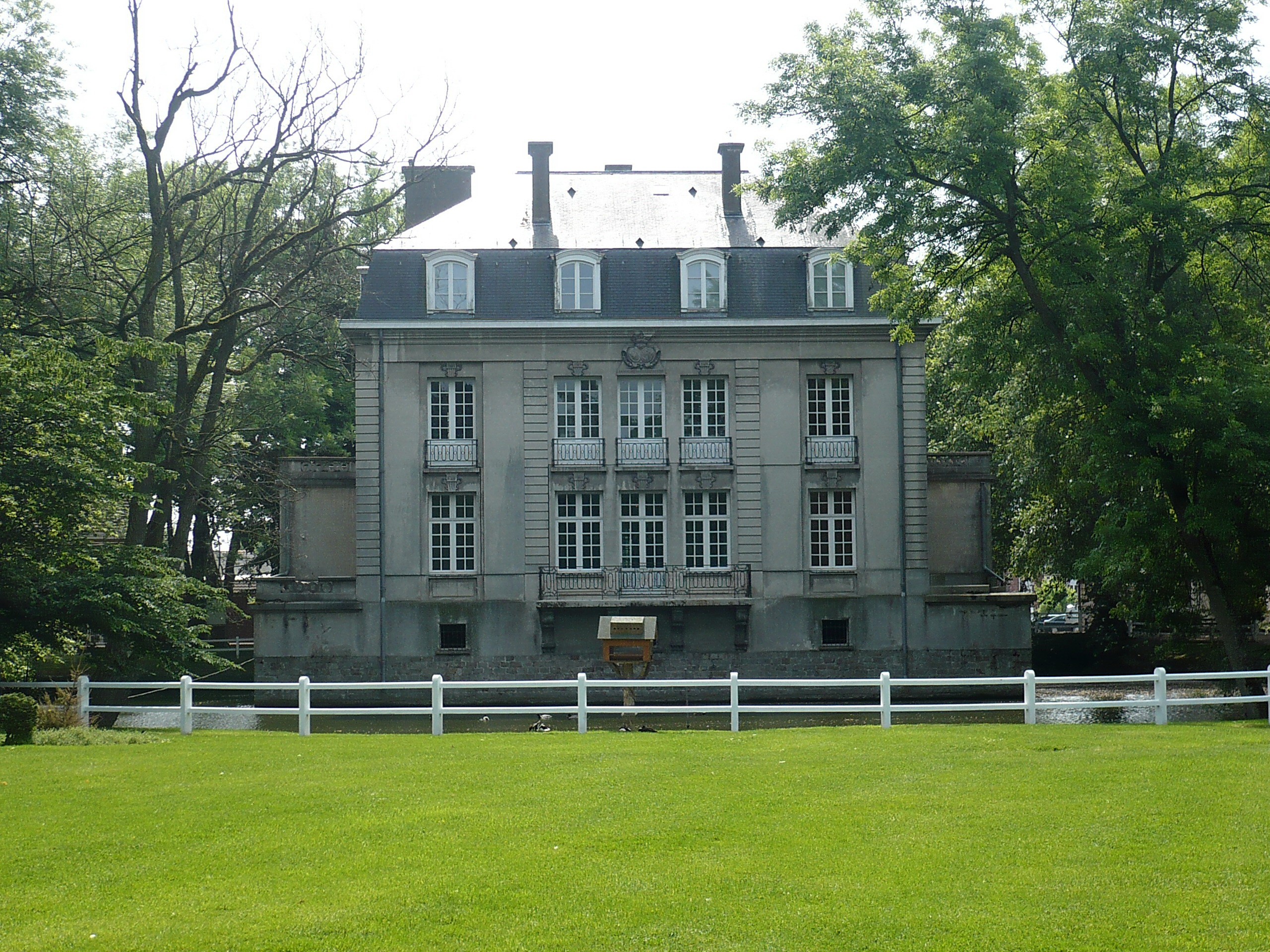
Château reconstruit après 1914-1918.

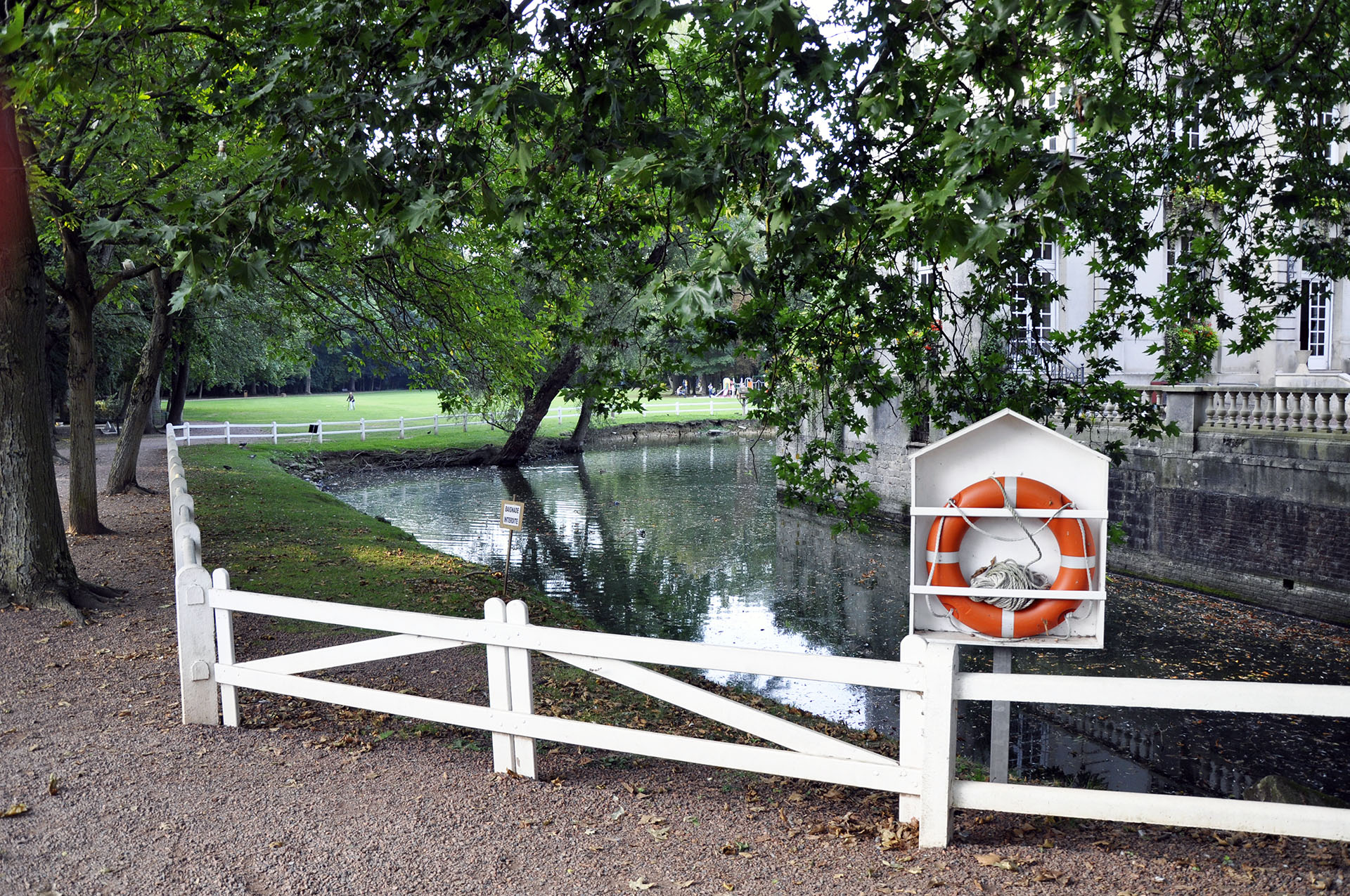
Douve à gauche du château.
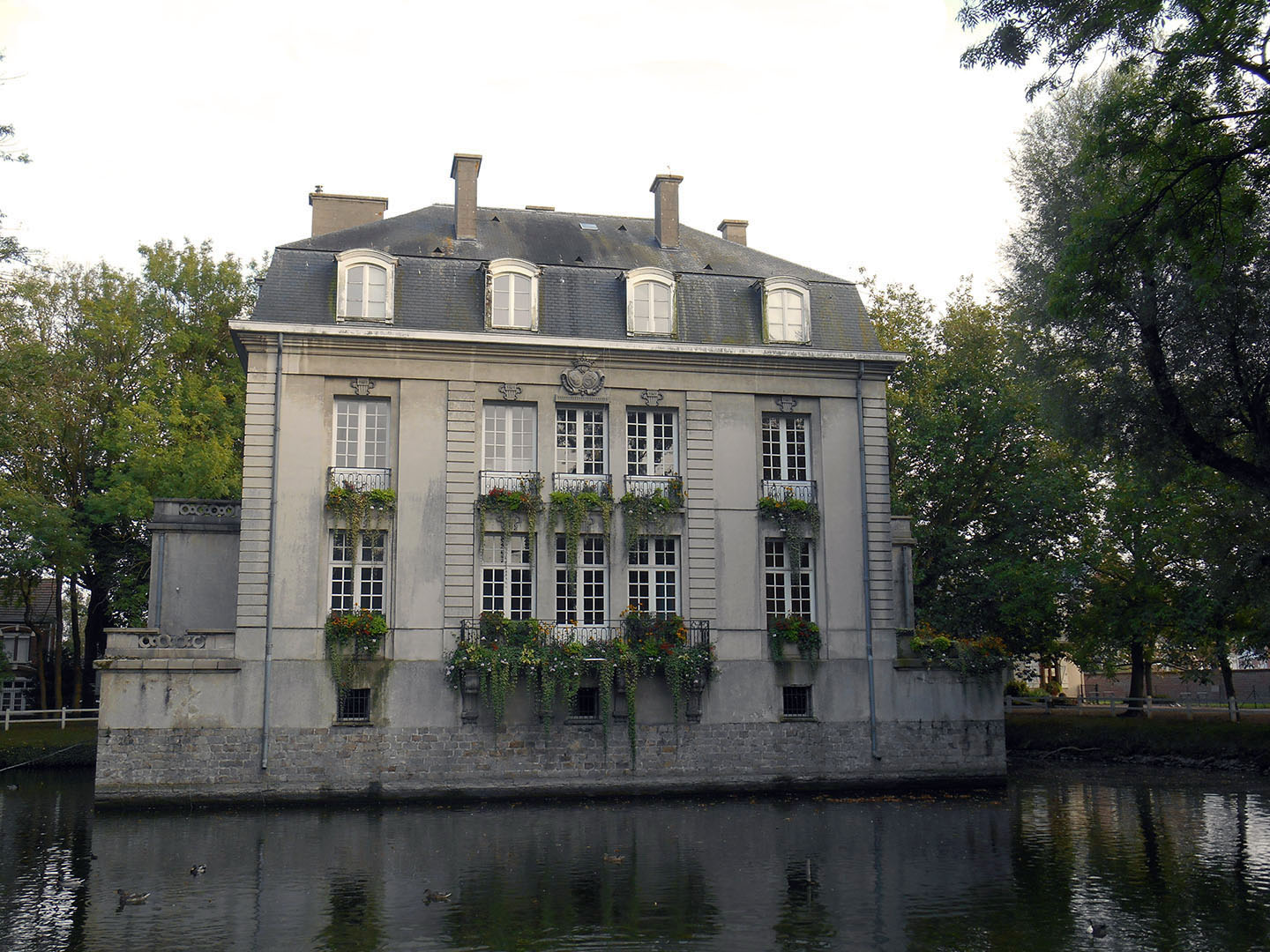
Château de Nieppe, vue arrière.
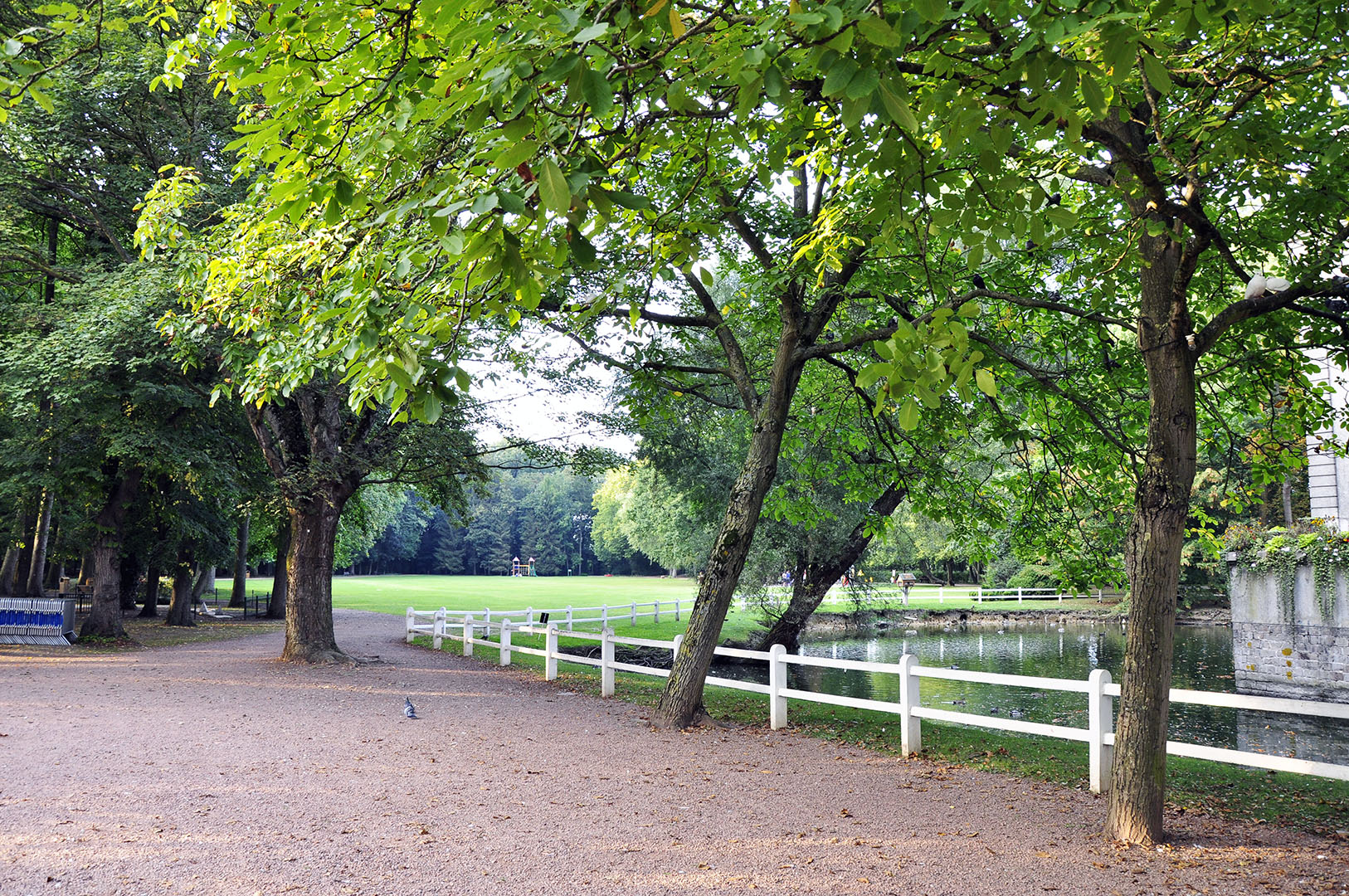
Accès au parc du château par la gauche.
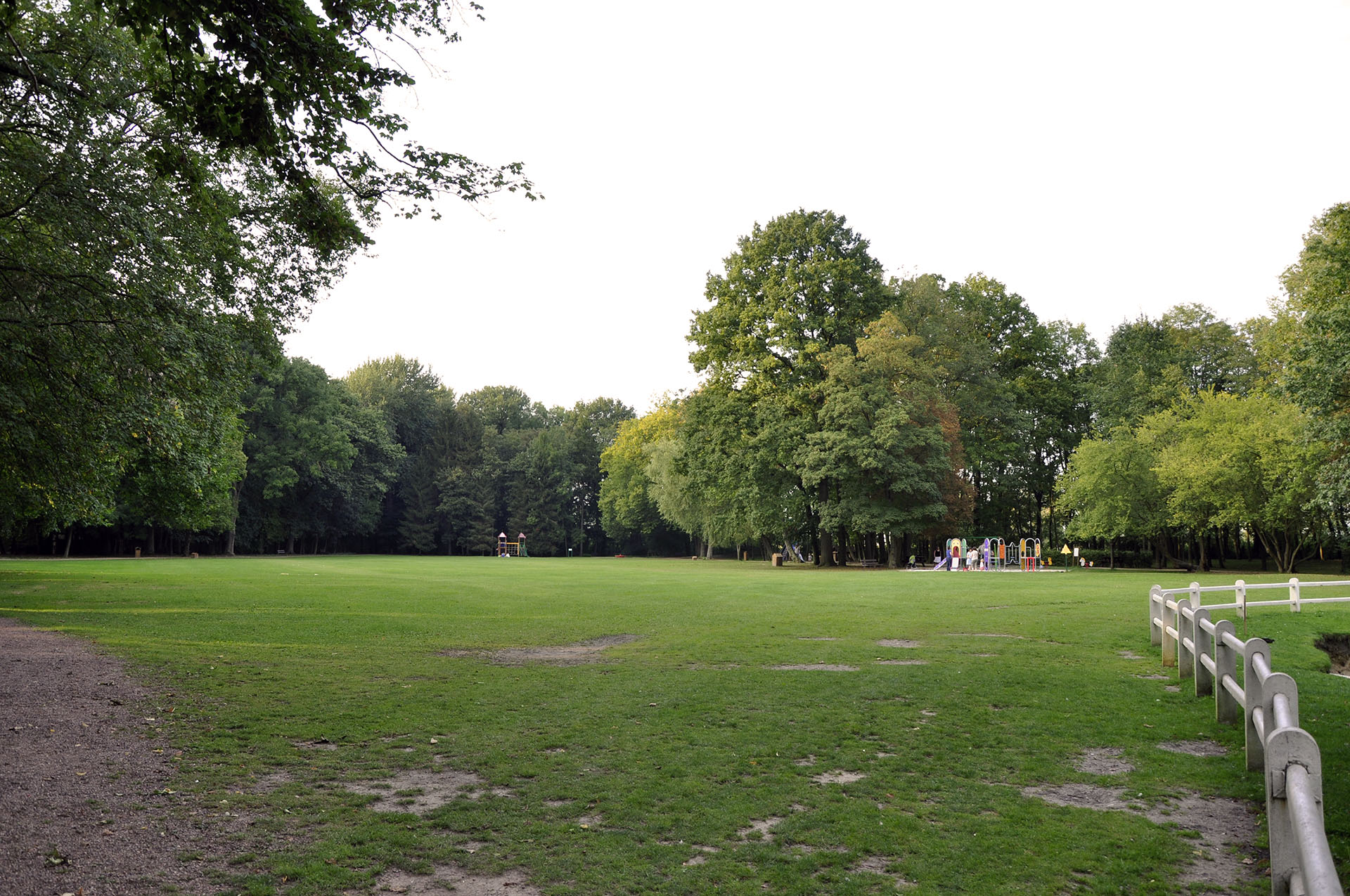
Parc à l'arrière du château.

- Plusieurs petites chapelles émaillent le territoire communal. À l'automne 2020, les propriétaires de Notre-Dame de Consolation, située à l'angle du chemin des Brouckes et de la rue des Colombes, en firent don à la commune. Elle fut initialement érigée en souvenir d'un enfant malade décédé à la fin du XIXe siècle[72]. Une boucle pédestre de dix kilomètres, inaugurée le 4 juin 2022, englobe les six chapelles existantes[73] mais, aussi, les sites de trois chapelles disparues et autres calvaires[74].

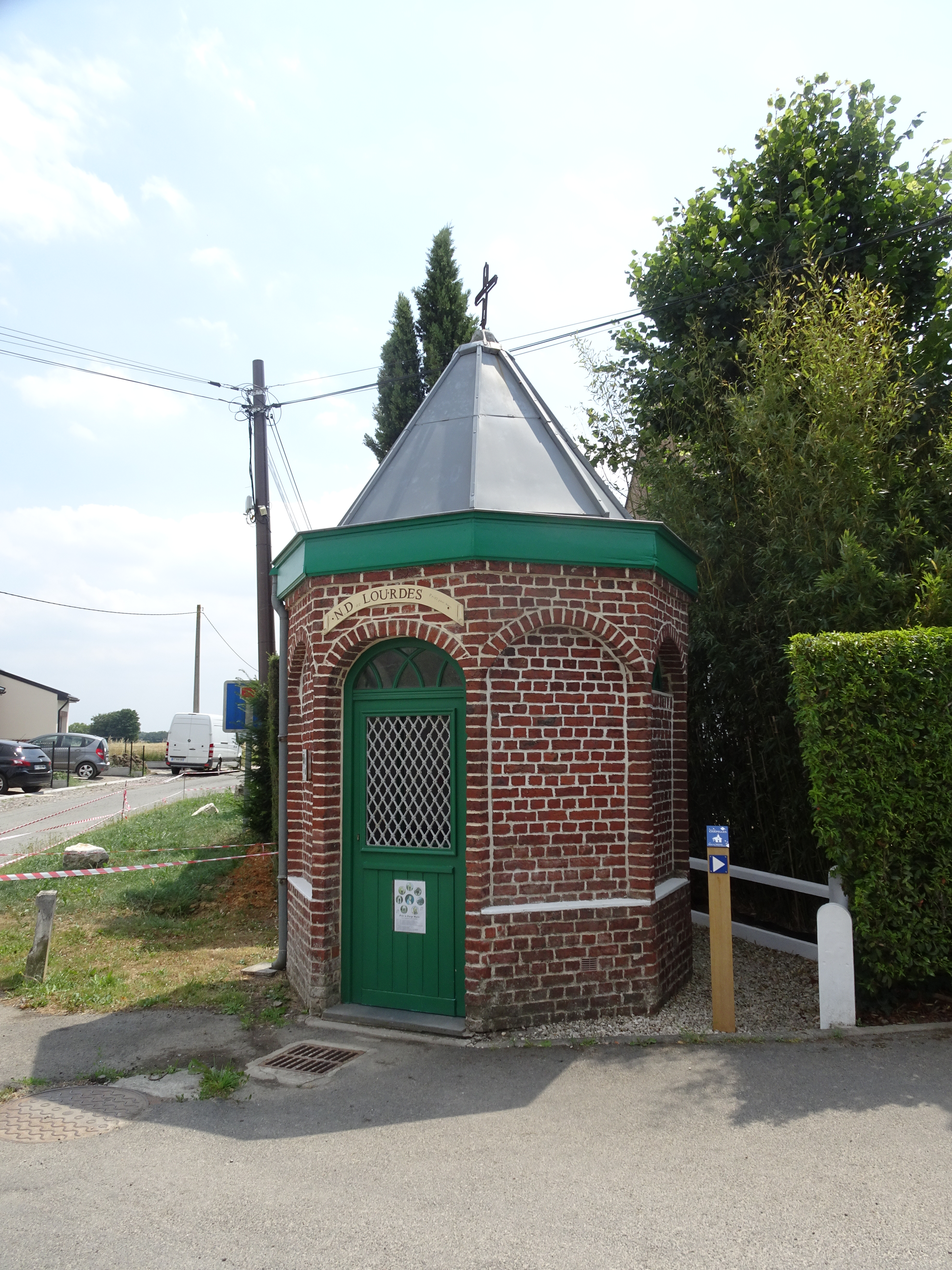
Chapelle N.D de Lourdes.
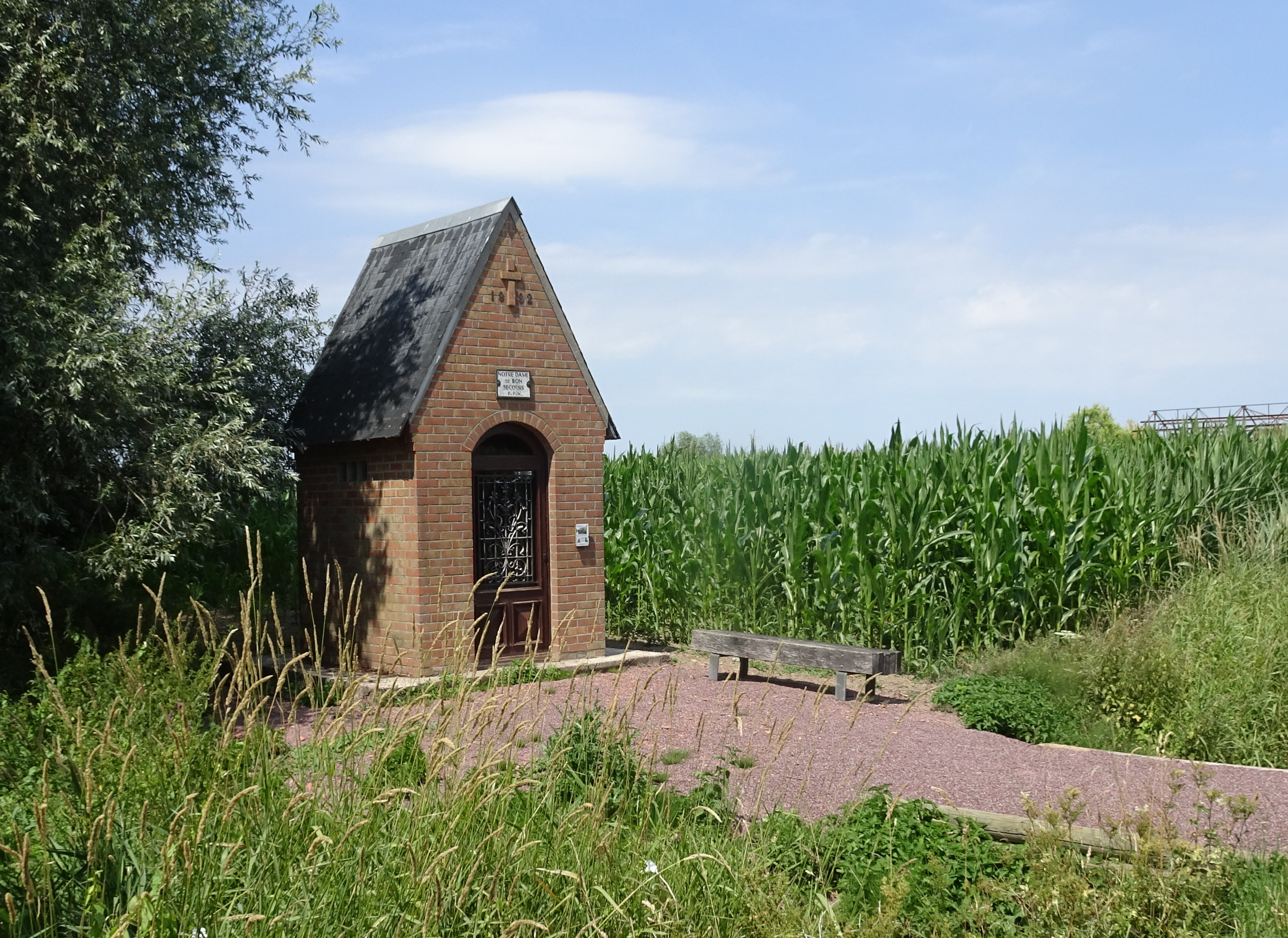
Chapelle N.D de Bonsecours.
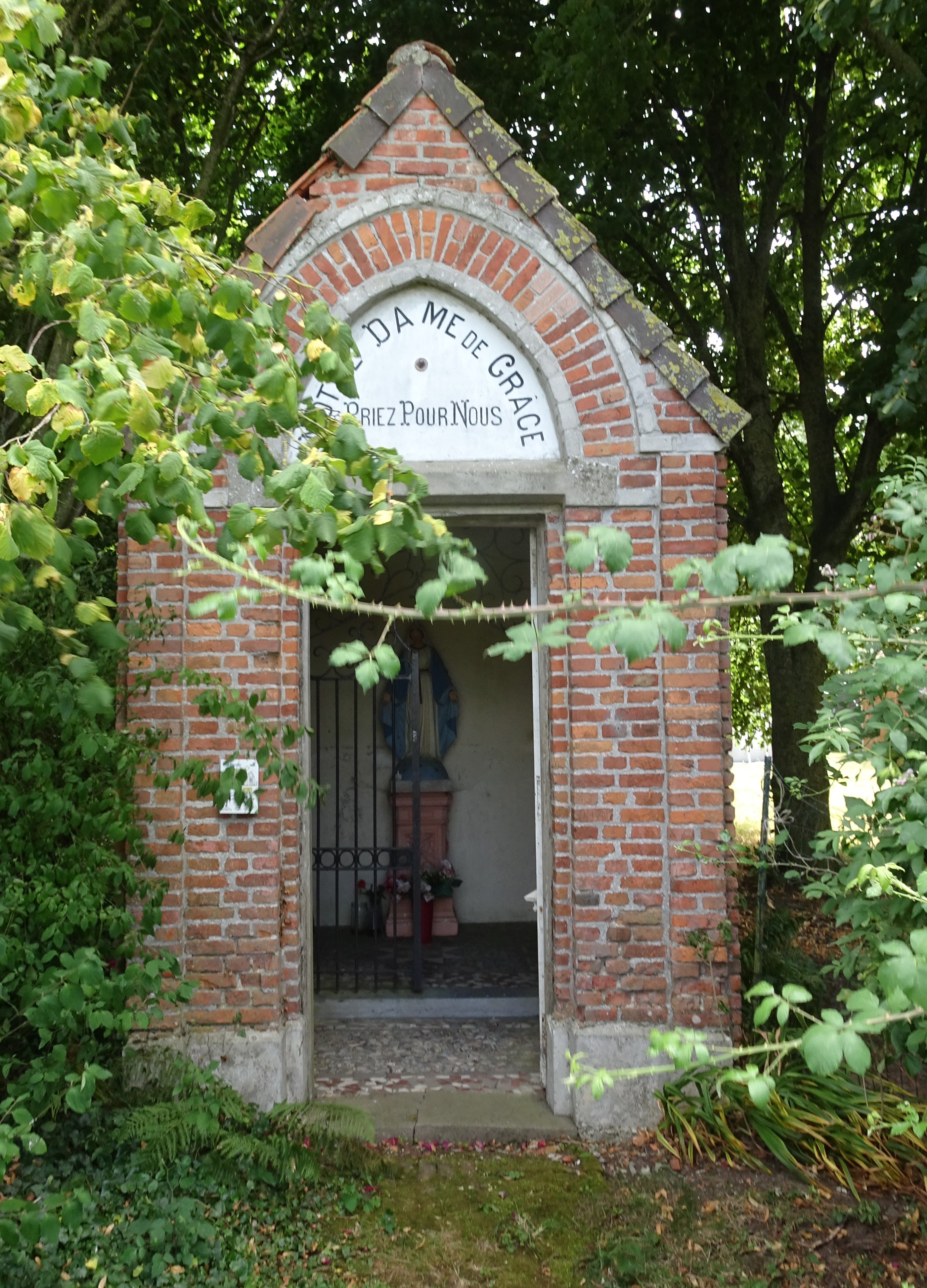
Chapelle N.D de Grace.
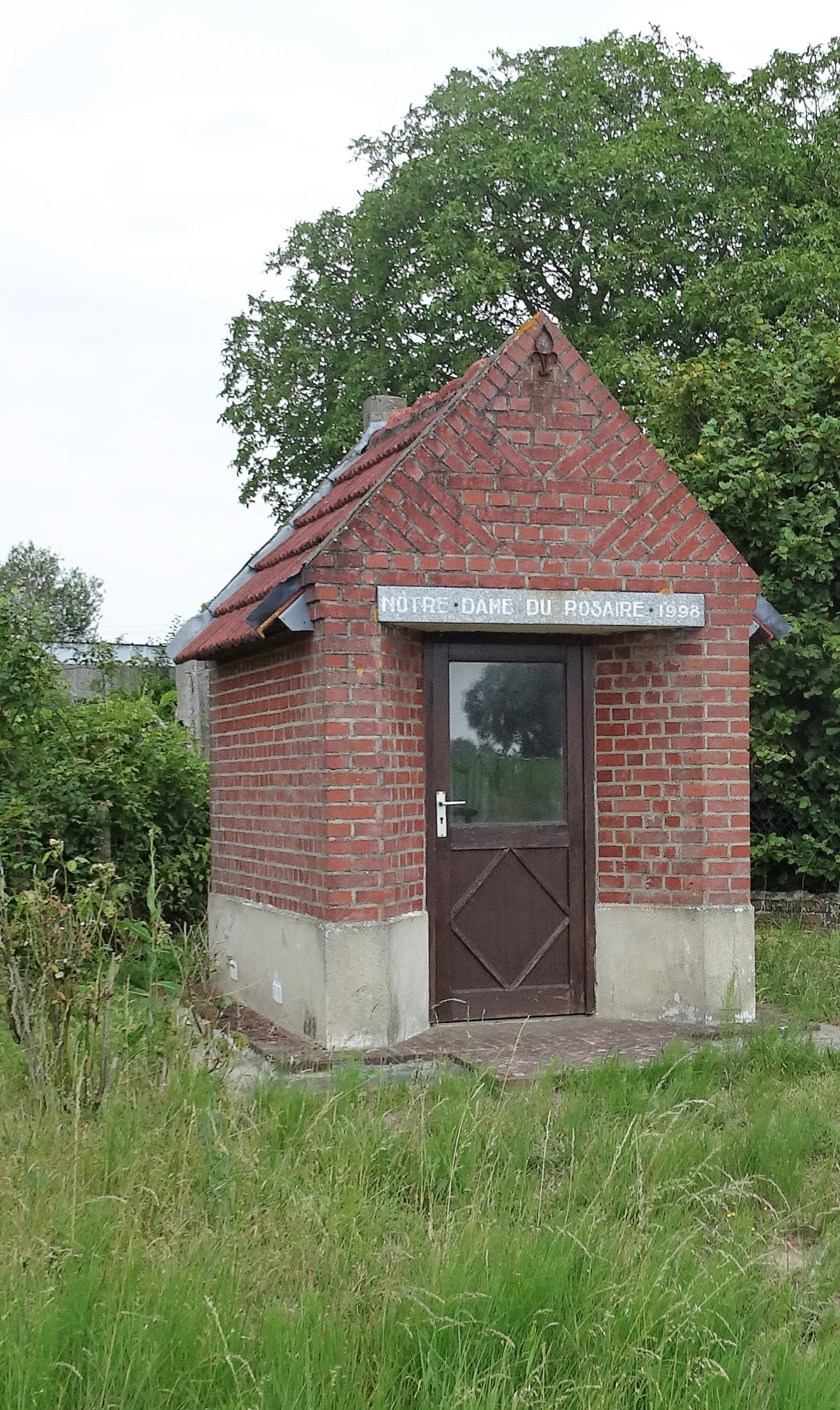
Chapelle N.D du Rosaire.
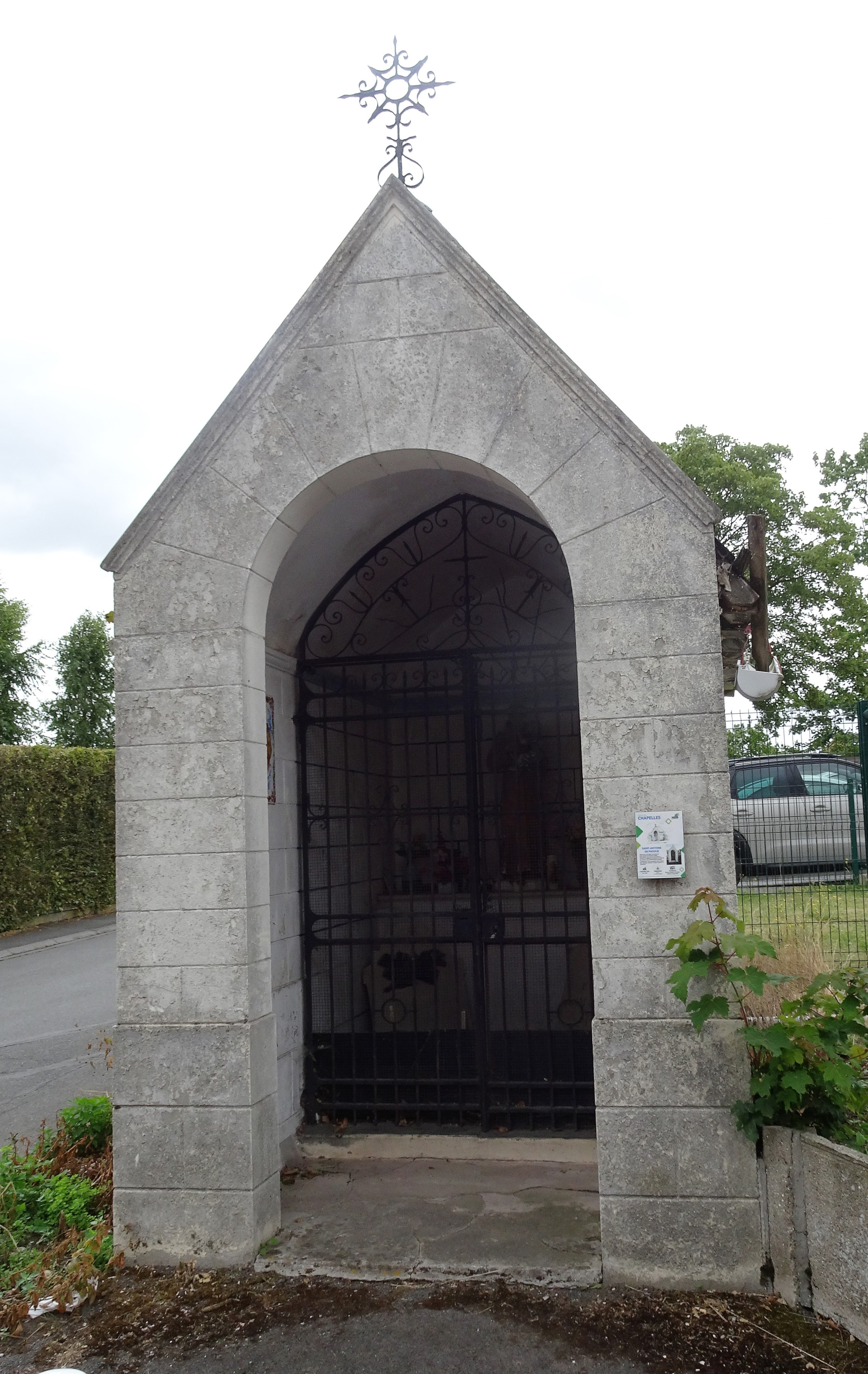
chapelle St Antoine de Padoue.
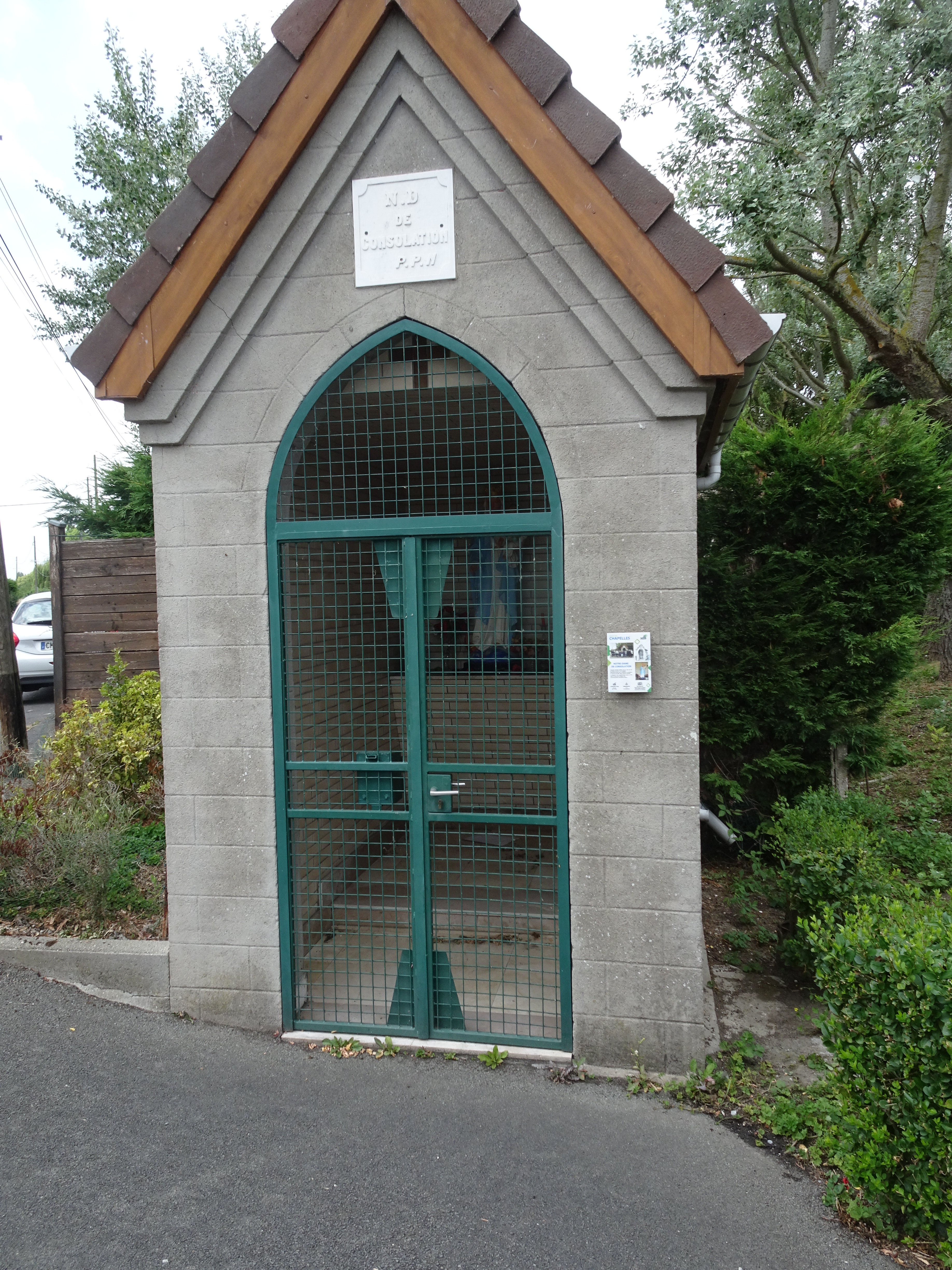
chapelle N.D de Consolation

La commune est aussi dotée d'une structure dédiée à l'événementiel culturel, l'Espace Schumann et d'une école municipale de musique.

### Stolpersteine
Afin de rendre hommage aux victimes du nazisme, les Stolpersteine ou pavés de mémoire sont installés dans le trottoir devant leur dernier domicile. À l'initiative de la commune et en partenariat avec l'association Stolpersteine Nord-Pas-de-Calais deux pavés ont été posés pour rendre hommage aux résistants déportés Olga Mathelin et Gaston Nicolas. 

### Patrimoine environnemental
La commune a été classée trois fleurs au concours des villes et villages fleuris. Il est possible d'observer facilement des canards et colombes au pourtour du château, un enclos accueille aussi plusieurs espèces telles que cochons, coqs, poules…

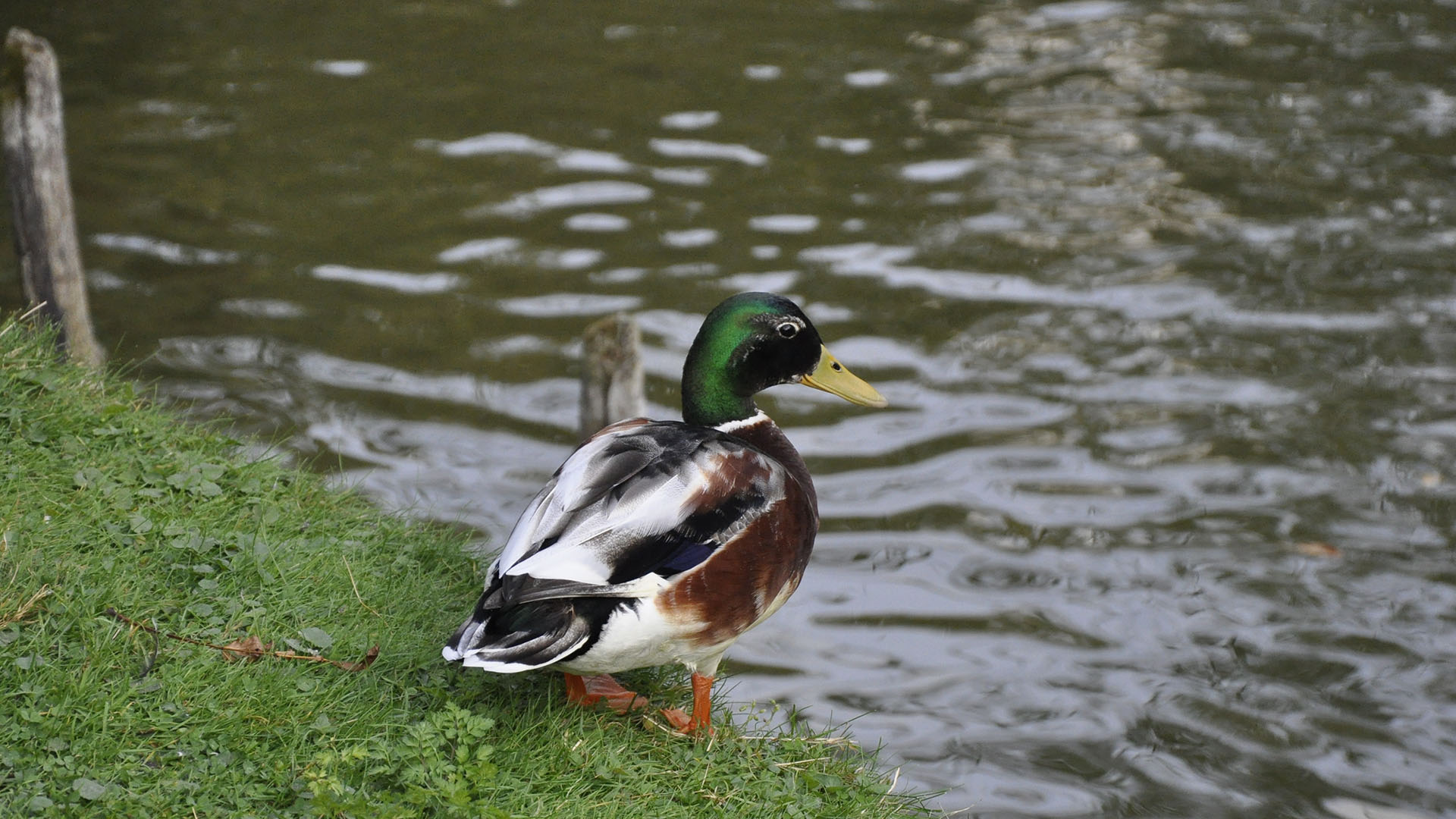
Canard dans les douves du château.

### Folklore et tradition

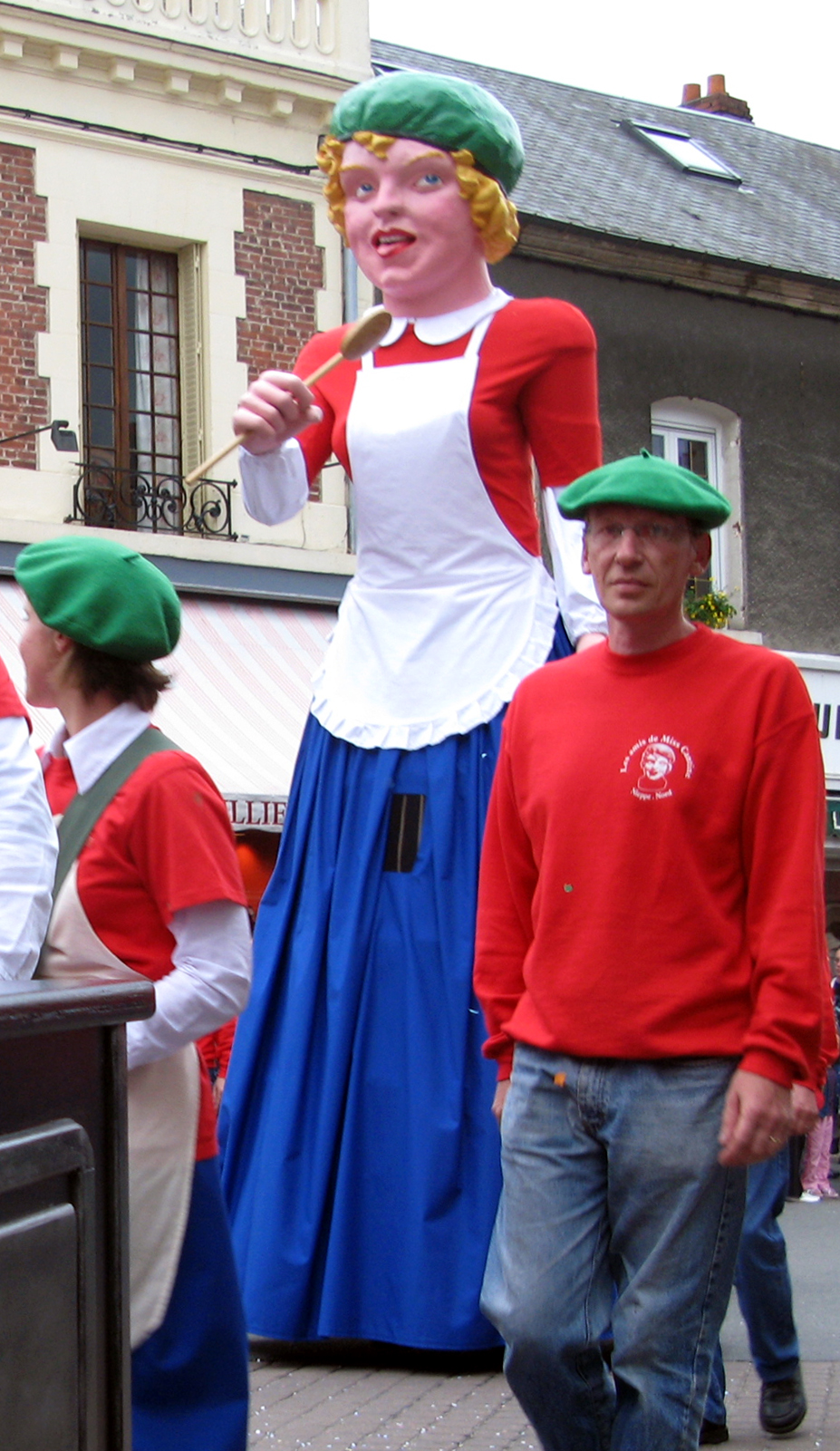
Miss Cantine en parade à Ham (Somme) en mars 2007.

- Miss Cantine : La géante fut créée en 1942[77]. Le modelage de la tête est l'œuvre de monsieur et madame  Weerts, sculpteurs à Mons-en-Barœul[78]. Sa nouvelle version fut baptisée le 31 mars 2007 par le maire en fonction ainsi que son épouse Gertrude Vandevoorde, marraine honorifique de la géante. Miss Cantine ou « Mam'zelle Cantine », fut réalisée pour rendre hommage d'une façon humoristique à la solidarité de nombreux Nieppois : cultivateurs, commerçants et autres personnes qui avaient répondu généreusement à l'appel de Jules Houcke, maire de Nieppe, lors de la Seconde Guerre mondiale pour créer et alimenter une cantine scolaire, ouverte également aux personnes âgées ou nécessiteuses de la commune.
- Tiot Dédé : "Petit" géant, dont le baptême eut lieu à Pâques 2011, avant le défilé de la « 2e Fête des Cantinières ».

### Personnalités liées à la commune
- Line Renaud y est née en 1928, dans le quartier dit Pont-de-Nieppe, sous le nom de Jacqueline Ente
- Jules Houcke

## Jumelages
La commune de Nieppe est jumelée avec Basse-Ham en Lorraine.

## Pour approfondir